# 諾林斯克區

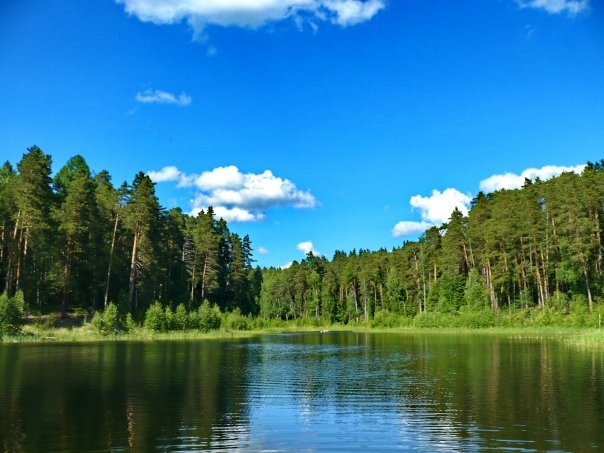

57°33′N 49°56′E / 57.550°N 49.933°E
諾林斯克區（俄语：Нолинский район），是俄羅斯的一個區，位於該國西部，由基洛夫州負責管轄，面積2,140平方公里，2010年該地區人口20,868，人口密度每平方公里9.75人。